# Анна Мортімер
Анна Мортімер (англ. Anne Mortimer; 27 грудня 1390 — вересень 1411) — англійська аристократка, дружина Річарда Конісбурга, 3-го графа Кембриджа, старша дочка Роджера Мортімера, 4-го графа Марча, і Алієнори Голланд. Її син, герцог Річард Йоркський, після смерті Едмунда Мортімера, 5-го графа Марча, брата Анни, успадкував усі володіння та титули Мортімерів, а також переважні права на англійський престол, які в майбутньому послугували обґрунтуванням для війни Червоної та Білої троянд.

## Життєпис
Народилася 27 грудня 1388 року в Нью-Форесті, одному з ірландських маєтків батька. Старша з чотирьох дітей Роджера Мортімера, 4-го графа Марча, та Алієнори Голланд. По батькові була нащадком Лайонела Антверпа герцога Кларенса, третього сина короля Англії Едуарда III.
У липні 1398 року її батько помер в Ірландії. Оскільки король Річард II дітей не мав, то після нього переважні права мав батько Анни, а після його смерті — Едмунд Мортімер, брат Анни. Володіння Мортімерів узяв під опіку король Річард II. Але влітку 1399 року короля повалив його двоюрідний брат — Генрі Болінгброк, який у жовтні коронувався під ім'ям Генріха IV. Едмунда та Роджера, братів Анни, новий король помістив під контроль у Віндзорському замку, оскільки побоювався, що їх можуть використати у боротьбі проти нього. Анну з молодшою сестрою Елізабет залишили під опікою матері, яка вийшла вдруге вступила в шлюб — з Едуардом Черлтоном, який 1401 року успадкував титули барона Черлтона і лорда Поуїса. У цьому шлюбі мати народила двох дочок.
1405 року Алієнора Голланд померла. Її дочки після цього опинилися в нужді.
1406 року з Анною таємно одружився Річард Конісбург, молодший брат Едуарда Норвіцького, 2-го герцога Йоркського. Папський дозвіл на шлюб отримано 10 червня 1408 року. У цьому шлюбі Анна народила двох дітей.
Померла у вересні 1411 року невдовзі після народження сина Річарда. Похована в церкві в Кінґз Ленглі (Гартфордшир).
Чоловіка Анни, Річарда, який 1414 року отримав титул графа Кембриджа, 1415 року страчено за організацію змови проти короля Генріха V. Оскільки брати й сестра Анни дітей не залишили, то спадкоємцем володінь і титулів Мортімерів виявився син Анни Річард, який успадкував і права на корону. Згодом він розв'язав війну Червоної та Білої троянд, внаслідок якої онук Анни, Едуард IV, зійшов на англійський престол.

## Шлюб та діти
Чоловік: приблизно від травня 1406 (папський дозвіл 10 червня 1408 року) Річард Конісбург (бл. вересня 1375 — 5 серпня 1415), 3-й граф Кембридж від 1414.
Діти:
- Ізабелла Плантагенет (1409 — 2 жовтня 1484); 1412 року, у віці трьох років, заручена з сером Томасом Греєм (1402/1404 — 26 липня 1443), сином і спадкоємцем сера Томаса Грея з Гітона (1384—1415), від якого вона народила сина. Вступила в шлюб вдруге, до 25 квітня 1426 (шлюб пізніше підтверджено папським розпорядженням), з Генрі Бурш'є[en], 1-м графом Ессекса, від якого мала дітей.
- Річард Плантагенет (21 вересня 1411 — 30 грудня 1460), 3-й герцог Йоркський від 1425, 6-й граф Марч, 9-й граф Ольстер[ru], 8-й барон Мортімер[ru] з Вігмора, 7-й барон Женевіль[ru] і 16-й барон Клер[ru] від 1432 року, претендент на англійський престол.

Після смерті Анни Річард одружився вдруге. Його обраницею стала Матільда Кліффорд (померла 26 серпня 1446), дочка Томаса Кліффорда, 6-го барона Кліффорда, і Елізабет де Рос, розлучена дружина Джона де Невілла, 6-го барона Латимера з Корбі. Шлюб був бездітним.